# Aretiastrum imbricatum
Aretiastrum imbricatum là một loài thực vật có hoa trong họ Kim ngân. Loài này được (Killip) Killip mô tả khoa học đầu tiên năm 1937.